# Телофаза
Телофаза
Телофа́за — фаза митотического деления эукариотических клеток, во время которой два набора дочерних хромосом достигают полюсов веретена деления и деконденсируются. Начинается сборка ядерной оболочки вокруг каждого набора хромосом. Разделение цитоплазмы достигается путём сокращения сократительного кольца (цитокинез).

## Описание

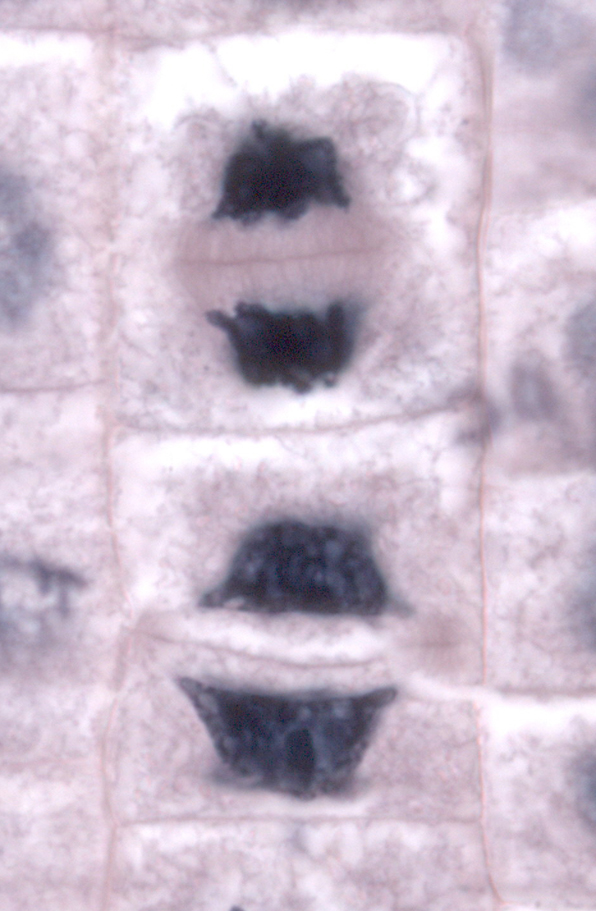
Телофаза в клетках лука

В финальной стадии митоза — телофазе — вокруг двух дочерних наборов хромосом, разошедшихся к противоположным полюсам клетки в стадии анафазы, начинает формироваться ядерная оболочка. Поначалу хромосомы сохраняют свою анафазную ориентацию: центромеры обращены к полюсам клетки, а теломеры — к центру веретена. Образованию ядерной оболочки предшествует разборка веретена деления. Происходит удлинение астральных микротрубочек, и формируется новая структура, состоящая из микротрубочек, — остаточное тельце, которое располагается между двумя обособленными наборами хромосом. Деполимеризация протекает в направлении от полюсов деления к экваториальной плоскости клетки, от минус-концов к плюс-концам. При этом дольше всего сохраняются микротрубочки в остаточном тельце. При сборке ядерной оболочки мембранные пузырьки цитоплазмы связываются с поверхностью отдельных хромосом, потом сливаются друг с другом и окружают группы хромосом, и затем, наконец, сливаются с образованием ядерной оболочки. Раньше всего ядерная оболочка образуется на боковых поверхностях хромосом и позже всего — на центромерах и теломерах. Далее в неё встраиваются ядерные поровые комплексы, формируется ядерная ламина, появляется ядрышко, и оболочка ядра вновь соединяется с эндоплазматическим ретикулумом. Ядерные поровые комплексы загружают в ядро из цитоплазмы ядерные белки, ядро расширяется и хромосомы деконденсируются, переходя в интерфазное состояние, начинается транскрипция генов. Митоз завершается при образовании дочерних ядер, и цитоплазме клетки только остаётся разделиться надвое.
Для разборки веретена деления и образования ядерной оболочки необходимо дефосфорилирование белков, фосфорилированных митотическими циклинзависимыми киназами (Cdk). Это может достигаться как инактивацией Cdk, так и активацией фосфатаз или и тем, и другим одновременно. Обычно телофаза начинается через 10—15 минут после расхождения хроматид. Телофаза не начинается, пока уровень циклина В, запускающего митоз, не упадёт до определённого уровня. Таким образом предотвращается преждевременное образование ядер до расхождения наборов хромосом.